# Claus Spahn
Pour les articles homonymes, voir Spahn.

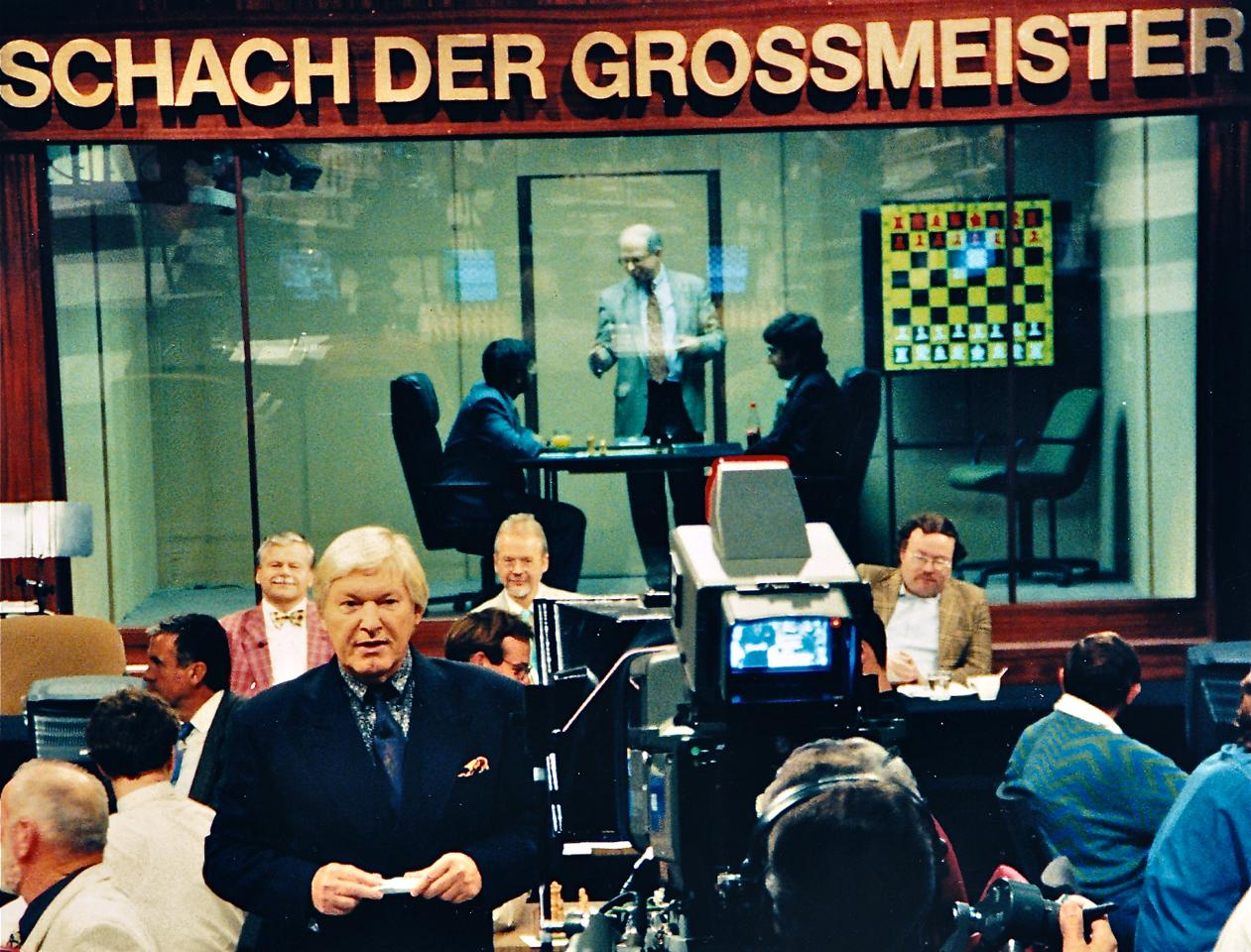
Claus Spahn présentant le programme TV Échecs des Grands maîtres internationaux avec Viswanathan Anand et Vladimir Kramnik en 1996. Photo: WDR

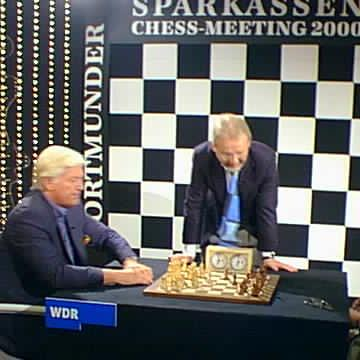
Claus Spahn à l'occasion de la rencontre des Échecs à Dortmund 2002

Claus Spahn, né le 15 mai 1940 à Bottrop (Allemagne), est un ancien rédacteur de la Télévision Allemande Westdeutscher Rundfunk (WDR), présentateur, producteur et auteur. Il a été décoré de la croix de chevalier de l'ordre du Mérite de la République fédérale d'Allemagne en 2001.

## Biographie
Spahn a fait des études d'histoire du théâtre, de philologie allemande, de philosophie et d'histoire de l'art à l'université de Cologne. Avec sa thèse sur l'histoire de l'art de la région de la Ruhr jusqu'en 1933, il reçut en 1969 le titre, Dr. Phil. De 1969 à 2005 il était rédacteur de la télévision du WDR. Il était responsable de multiples productions de séries, de portraits et de documentations sur la politique culturelle.
Il s'est fait une renommée sur le plan national et international avec des émissions sur les échecs. De 1983 à 2005 il a présenté les émissions en direct Schach der Großmeister (en) (Échecs des Grands maîtres internationaux) auxquelles participaient Garry Kasparov, Anatoli Karpov, Viswanathan Anand et Vladimir Kramnik pour la Coupe de la télévision. Grâce à son initiative et sous sa direction la télévision ouest allemande diffusait régulièrement des rapports sur les Journées d'Échecs de Dortmund.

## Séries d'émissions/films
Spahn a écrit et produit entre autres les séries d'émissions, Keine Angst vorm Fliegen' (N'ayez pas peur de prendre l'avion) et 'Der Elternführerschein' (le permis de conduire des parents). Avec Lida Winiewicz il écrivit la série de télévision contant 12 émissions Wenn die Liebe hinfällt (si l'amour s'arrête), avec Ruth Maria Kubitschek, Brigitte Mira, Dirk Dautzenberg etc.
Il reçut la médaille de la Deutsche Krebshilfe pour Niemand soll der Nächste sein (Personne ne devrait être le/la prochain/e).
En 1979 il reçut le prix Allemand de l'Industrie pour la série de télévision au sujet de la loi fédérale sur la protection des données Computer können nicht vergessen (Les ordinateurs ne peuvent pas oublier). Avec l'émission Keine Angst vorm Fliegen (N'ayez pas peur de prendre l'avion) Spahn créa en coopération avec Rainer Pieritz le séminaire pour la suppression de la peur de voler en Allemagne. Pieritz et Spahn publièrent chez Mosaik également le livre accompagnant la série de télévision Wenn die Liebe hinfällt (Si l'amour s'arrête) sous le titre cours de partenariat. Dans la série de télévision Endlich 18 - und was nun? (enfin 18 - et maintenant?) - avec Thomas Gottschalk - que Spahn avait écrite avec Hansjörg Martin pour le WDR, Dietmar Bär avait son début à la télévision en 1984. En tant qu'auteur et réalisateur Spahn produisit sur Carl Djerassi, chimiste, auteur, collectionneur d'art père de la pilule ainsi que sur le chercheur de Franz Schubert - Otto Erich Deutsch - Deutsch-Verzeichnis (registre allemand), deux portraits remarquables.

## Honneurs et Décorations
En 1992 Claus Spahn reçut le Ehrenteller des Deutschen Schachbundes (une distinction de l'Association Allemande des Échecs. En reconnaissance de son engagement pour le sport des échecs il lui a été accordé 2 fois le Deutsche Schachpreis (le prix des Échecs allemand)(1983/2001),. La Médaille de l'Union Européenne d'Échec (ECU) ainsi que le Gold Merit Award, de la Fédération internationale des échecs (FIDE).
En 2001 le Président fédéral (Allemagne) - Johannes Rau - lui remit l'Ordre du Mérite en reconnaissance de sa performance dans le domaine du journalisme et pour son travail rédactionnel remarquable pendant de longues années.